# Königslutter am Elm
Königslutter am Elm – miasto w Niemczech, w kraju związkowym Dolna Saksonia, w powiecie Helmstedt. W 2008 r. liczyło 16 078 mieszkańców.

## Współpraca
Miejscowości partnerskie:
- Gommern, Saksonia-Anhalt
- Opalenica, Polska
- Reinbek, Szlezwik-Holsztyn
- Taunton, Wielka Brytania